# مرقد حمزة الكاظم (تبريز)
مرقد حمزة الكاظم هو مجمع مسجد في تبريز، إيران. يحتوي المسجد على قبر حمزة ابن موسى الكاظم.